# Лактоза
Лактоза је дисахарид који се састоји од молекула β-D-галактозе и β-D-глукозе који су везани преко β1-4 гликозидне везе. Лактоза сачињава око 2–8% чврсте супстанце у млеку. Име долази од латинске речи за млеко, плус суфикс „-оза” који означава шећере. Ово једињење је бела, растворљива у води, нехигроскопна чврста супстанца са благо слатким укусом. Користи се у прехрамбеној индустрији.

## Структура и реакције
Лактоза је дисахарид добијен кондензацијом галактозе и глукозе, који формирају β-1→4 гликозидну везу. Њено систематско име је β-D-галактопиранозил-(1→4)-D-глукоза. Глукоза може бити у облику α-пиранозе или β-пиранозе, док галактоза може имати само облик β-пиранозе: стога се α-лактоза и β-лактоза односе само на аномерни облик глукопиранозног прстена. Реакције детекције лактозе су Волков и Фиронов тест. Оба се могу лако користити у школским експериментима за визуализацију различитог садржаја лактозе у различитим млечним производима, као што је пуномасно млеко, млеко без лактозе, јогурт, необрано млеко, крем за кафу, павлака, кефир итд.
Лактоза се хидролизује у глукозу и галактозу, изомеризује у алкалном раствору до лактулозе и каталитички хидрогенише у одговарајући полихидрични алкохол, лактитол. Лактулоза је комерцијални производ који се користи за лечење констипације.

## Појава и изолација
Лактоза чини око 2–8% тежине млека. Неколико милиона тона се производи годишње као нуспроизвод млечне индустрије.
Сурутка или млечна плазма су течност која остаје након згрушавања и процеђивања млека, на пример у производњи сира. Сурутка се састоји од 6,5% чврсте материје, од чега 4,8% лактозе, која се пречишћава кристализацијом. Индустријски, лактоза се производи од пермеата сурутке - то је сурутка филтрирана за све главне протеине. Протеинска фракција се користи у исхрани одојчади и спортској исхрани, док се пермеат може испарити do 60-65% чврсте супстанце и кристализовати током хлађења. Лактоза се такође може изоловати разблаживањем сурутке са етанолом.
Млечни производи попут млечног јогурта и сира садрже врло мало лактозе. Лактазу користе бактерије које се користе током производних процеса млечних производа.

## Метаболизам
Одојчад сисара се доји млеком своје мајке које је богато лактозом. Цревне ресице луче ензим лактазу (β-D-галактозидазу) да га пробаве. Овај ензим раздваја молекул лактозе на његове две подјединице, једноставне шећере глукозу и галактозу, који се могу апсорбовати. Будући да се лактоза углавном налази у млеку, код већине сисара производња лактазе постепено опада са сазревањем због недостатка сталне конзумације.
Многи људи са пореклом у Европи, Западној Азији, Јужној Азији, Сахелском појасу у Западној Африци, Источној Африци и неколико других делова Централне Африке одржавају производњу лактазе у одраслом добу. У многим од ових подручја, млеко сисара, попут говеда, коза и оваца, користи се као значајан извор хране. Стога су се управо у тим регијама први пут развили гени за доживотну производњу лактазе. Гени толеранције лактозе код одраслих су се независно развили у различитим етничким групама. По пореклу, више од 70% западних Европљана може пробавити лактозу у одраслом узрасту, у поређењу са мање од 30% људи из подручја Африке, источне и југоисточне Азије и Океаније. Код људи који не подносе лактозу, лактоза се не разлаже и обезбеђује храну за цревну флору која производи гасове, што може довести до дијареје, надутости, и других гастроинтестиналних симптома.

## Биолошка својства
Слаткоћа лактозе је 0,2 до 0,4, у односу на 1,0 за сахарозу. Поређења ради, слаткоћа глукозе је 0,6 до 0,7, фруктозе 1,3, галактозе 0,5 до 0,7, малтозе 0,4 до 0,5, сорбозе 0,4 и ксилозе 0,6 до 0,7.
Када се лактоза потпуно свари у танком цреву, њена калоријска вредност је 4 , или иста као и код осталих угљених хидрата. Међутим, лактоза није увек потпуно сварена у танком цреву. У зависности од унете дозе, комбинације са оброцима (чврстим или течним) и активности лактазе у цревима, калоријска вредност лактозе се креће од 2 до 4 kcal/g. Непробављена лактоза делује као дијететско влакно. Такође има позитивне ефекте на апсорпцију минерала, попут калцијума и магнезијума.
Гликемијски индекс лактозе је 46 до 65. Поређења ради, гликемијски индекс глукозе је 100 до 138, сахарозе 68 до 92, малтозе 105, а фруктозе 19 до 27.
Лактоза има релативно ниску кариогеност међу шећерима. То је зато што није супстрат за стварање зубног плака и није брзо ферментиран оралним бактеријама. Пуферски капацитет млека такође смањује кариогеност лактозе.

## Примена
Њен благи укус и својства лаког руковања довели су до његове употребе као носача и стабилизатора арома и фармацеутских производа. Лактоза се не додаје директно у многе намирнице, јер је њена растворљивост мања него код других шећера који се обично користе у храни. Формула за дојенчад је значајан изузетак, где је додавање лактозе неопходно да би се ускладило са саставом мајчиног млека.
Већина квасаца током ферментације не ферментише лактозу, што се може искористити као предност. На пример, лактоза се може користити за заслађивање јаког пива; добијено пиво се обично назива млечним или кремастим.
Квасац из рода Kluyveromyces има јединствену индустријску примјену, јер може ферментисати лактозу за производњу етанола. Вишак лактозе из нуспроизвода сурутке у млечним производима потенцијални је извор алтернативне енергије.
Друга значајна употреба лактозе је у фармацеутској индустрији. Лактоза се додаје у таблете и капсуле као састојак због својих физичких и функционалних својстава. Из сличних разлога може се користити за разблаживање забрањених дрога попут кокаина или хероина.

## Историја
Прва груба изолација лактозе, италијанског лекара Фабриција Бартолетија (1576–1630), објављена је 1633. Године 1700. млетачки фармацеут Лодовико Тести (1640–1707) објавио је брошуру сведочанстава о моћи млечног шећера (saccharum lactis) како би, између осталих тегоба, ублажили симптоми артритиса. Године 1715, Антонио Валиснери је објавио Тестијев поступак за прављење млечног шећера. Лактозу је као шећер идентификовао 1780. године Карл Вилхелм Шиле.

## Варење лактозе
Младунци сисара се хране млеком својих мајки. Како би га сварили, цревне ресице луче ензим назван лактаза (β1-4 дисахаридаза) и овај ензим дели молекул на две подјединице (глукозу и галактозу) због апсорпције.
Производња лактазе код сисара постепено се смањује са сазревањем али остаје довољна да и даље метаболишу лактозу. Овај губитак лактазе по сазревању дешава се и код већине људи. Међутим, многи људи пореклом из Европе, Средњег истока, Индије, као и Масаи народ из источне Африке, имају верзију гена за лактазу који након сазревања не онемогућава лактазу. 
Супротно овоме интолеранција на лактозу настаје када је лучење лактазе значајно смањено. Нетолеранција на лактозу је стање узроковано чињеницом да организам не производи довољно ензима лактазе, који омогућава пробаву млечног шећера - лактозе. До 20% белаца је погођено у Европи и Америци, при чему су неке земље у југоисточној Азији најугроженије којe имају интолеранцију на лактозу код више од 90% становништва. У многим од ових култура остали сисари козе и овце, музу се због млека јер имају мањи садржај лактозе од крављег млека.

## Растворљивост
8 g лактозе у 10 g „Unit Operations in Food Processing - R. L. Earle”. Архивирано из оригинала 13. 03. 2007. г.